# Fudžiwara no Teika
Fudžiwara no Teika (rodným jménem Fudžiwara Sadaie, japonsky 藤原定家; 1162 – 26. září 1241, též známý jako Gon Čúnagon no Sadaie (Mimořádní Střední Rada Sadaie)) byl japonský básník, literární kritik, romanopisec, písař a kaligraf období Heian.
Podle tradice sestavil v roce 1236 antologii Sto básní (Ogura Hjakunin iššu, 小倉百人一首), kterou tvoří básně sta různých básníků žijících od 7. do 13. století. Měl tak učinit v poustevně na hoře Ogura v Kjótu. Sám básně psal a je považován za největšího mistra žánru tanka (či waka), starobylé básnické formy skládající se z pěti řádků a 31 slabik. Byl obzvláště zručný v tvorbě básní, které evokují touhu a pocity melancholie. Jeho ideál jóen ("éterické krásy") byl jedinečným příspěvkem k japonské poetické tradici, v pozdních letech formuloval nový estetický ideál zvaný ušin ("přesvědčení citu"). Jeho kritické a estetické názory, soustředěné v antologiích, jeho deníku Maigecušó i odborných spisech jako Eiga taigai (Základy poetické kompozice) si udržely mimořádný vliv v japonské kultuře až do počátku moderní éry. Zprvu byl velkým oblíbencem císaře Go-Toby (vládl 1183–1198), ale nakonec mezi nimi došlo k neshodám a Teika byl vykázán od císařského dvora. Byl členem vlivného klanu Fudžiwara. I jeho otec Fudžiwara no Šunzei byl významným básníkem. Byl buddhistou.